# Noto
Noto település Olaszországban, Siracusa megyében. Lakosainak száma 24 264 fő (2023. január 1.). Noto Avola, Canicattini Bagni, Ispica, Modica, Pachino, Palazzolo Acreide, Rosolini és Siracusa községekkel határos.

## Fekvése
Siracuzától délre fekvő település.

## Története

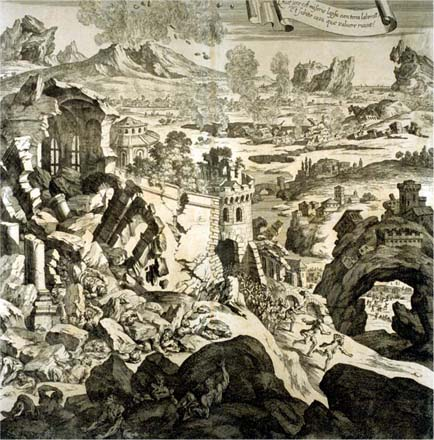
Egykori rajz az 1693-as nagy földrengésről

A környék már az őskorban is lakott volt, de a mai helység csupán 300 éves múltra tekint vissza, mivel Noto Anticát az 1693-as nagy földrengés elpusztította. A régi város, Noto Antica a maitól 8 kilométerre az Alveria-hegységtől északra található.
Noto Antica Sicul eredetű város volt, amely az ókorban Netumként ismertek. 866-ban az arabok hódították meg. 1091-ben, később Norman város lett.
A 16. és a 17. században, a város, adott otthont számos figyelemre méltó szellemi nagyságnak: Giovanni Aurispa, Antonio Corsetto, valamint Mario Capuana zeneszerzőnek is. A település híres szülötte volt Matteo Carnelivari (1449-1506) építész is, a spanyol gótika mestere, épületei azonban csak a Palermo régióban maradtak fenn. Az ő stílusa egyesíti a katalán gótikát az arab és normann elemekkel. A 15. század utolsó harmadában Palermo legfontosabb építője volt.
Ő építette a Palazzo Abatellis (1487-1493), a Palazzo Ajutamicristo (1490-1495)-t, és tőle származik Palermoban egy katalán terasz is (amelyet azonban időközben átépítettek) és a Santa Maria della Catena, amely 1502-ben épült.
1503-ban III. Ferdinánd király a városnak civitas Ingeniosa ( „Ötletes város”) címet adományozott. A következő században a város bővült, túlnőtte középkori határait, új épületek, templomok és kolostorok épültek. 
1693-ban itt volt a Szicíliát ért földrengés epicentruma, amely az akkortájt dinamikusan fejlődő várost a földdel tette egyenlővé. A várost ezután nem újították fel, hanem kiváló építészek, művészek bevonásával új városszerkezetet hoztak létre az anyatelepüléstől 10 km-rel délkeletre, teljesen a barokknak szentelve azt.
Az újraépített város architektúrája bizánci-arab elemekkel ötvözött. Pálmafái a természettel való szoros kapcsolatát jelzik, tereinek, utcáinak színei melegséggel töltik meg a mozgalmas települést.
A főutca, a Corso Vittorio Emanuele, valamint a Piazza Immacolata, a Piazza VI. Maggio és a Piazza Municipio a Városházával, pompás barokk palotáival, szentélyeivel harmonikus egységet alkot.

## Nevezetességek
- Corso Vittorio Emanuele
- Piazza Immacolata
- Piazza XVI. Maggio
- Piazza Municipio
- Városháza
- Notói székesegyház
- Villa Romana del Tellaro

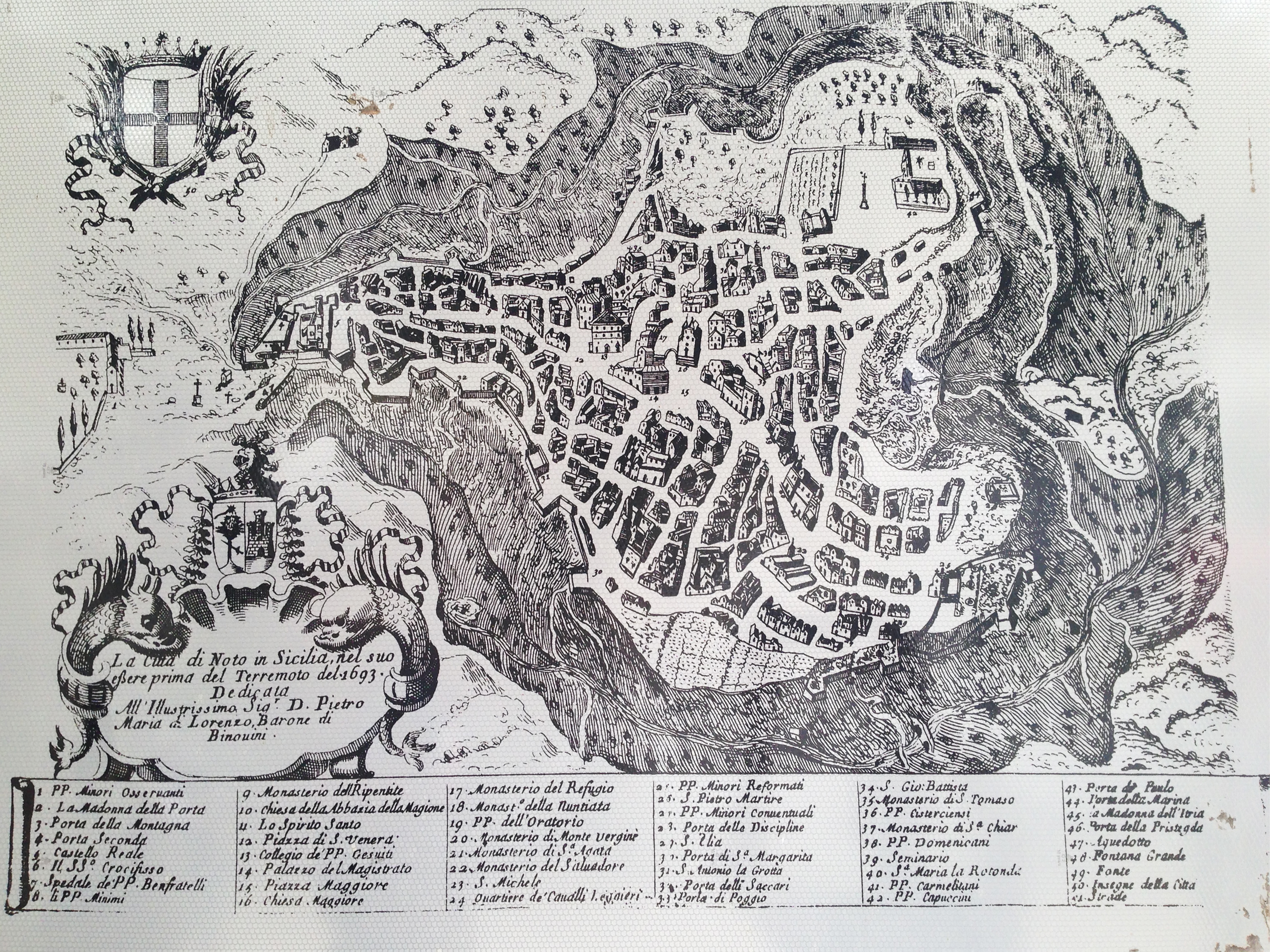
Az egykori Noto térképe

- Görög kolónia maradványai - A településtől 8 km-re, a tengerparti Noto Marina üdülőhely közelében találhatók a 2500 éves görög kolónia maradványai.

## Itt születtek, itt éltek

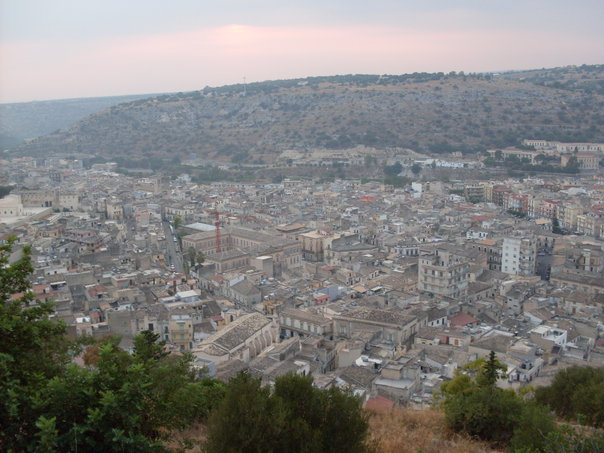
Noto, panoráma

- Matteo Carnelivari, Noto (1449-1506) - olasz építész, a spanyol gótika mestere

## Noto Antica emlékei

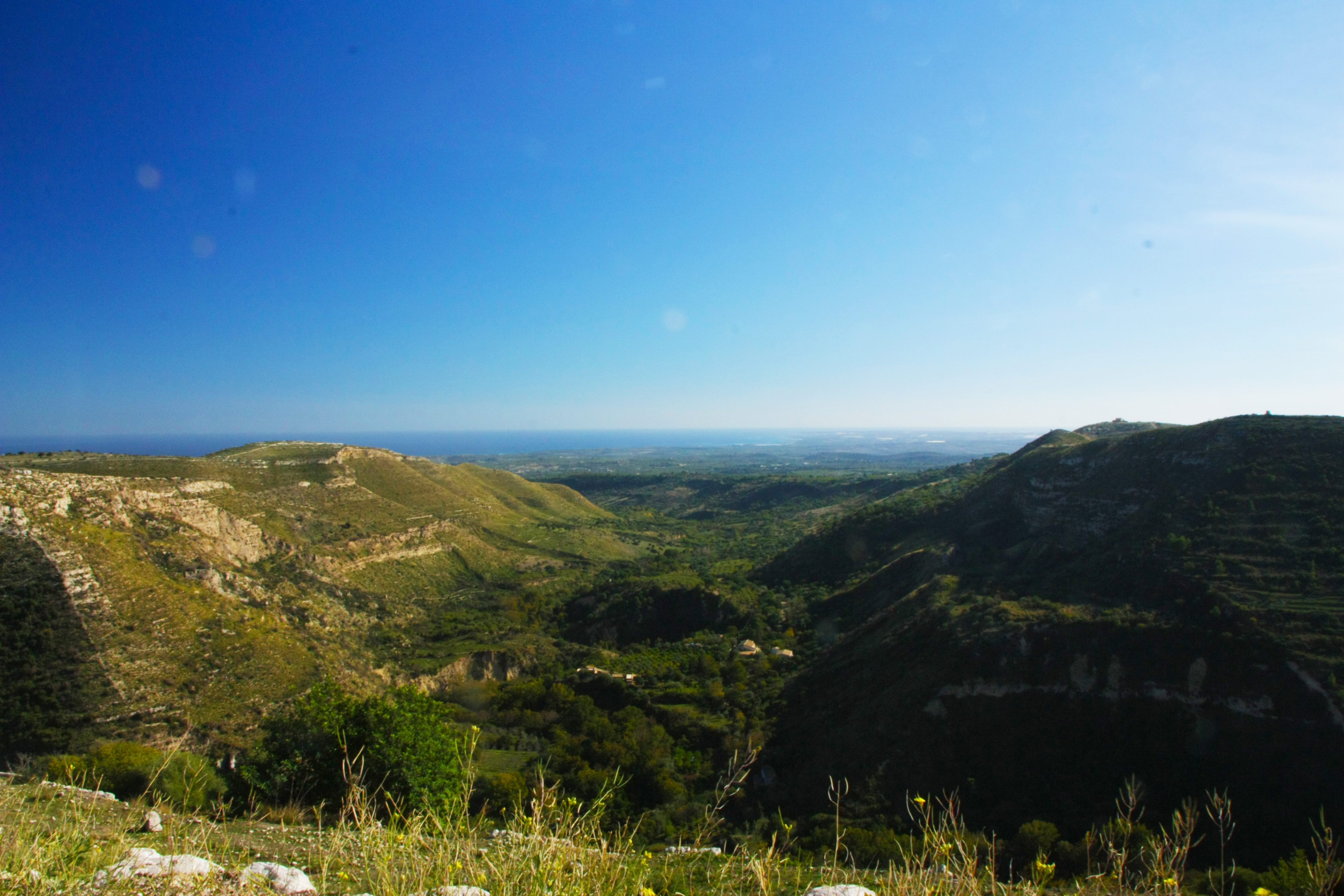
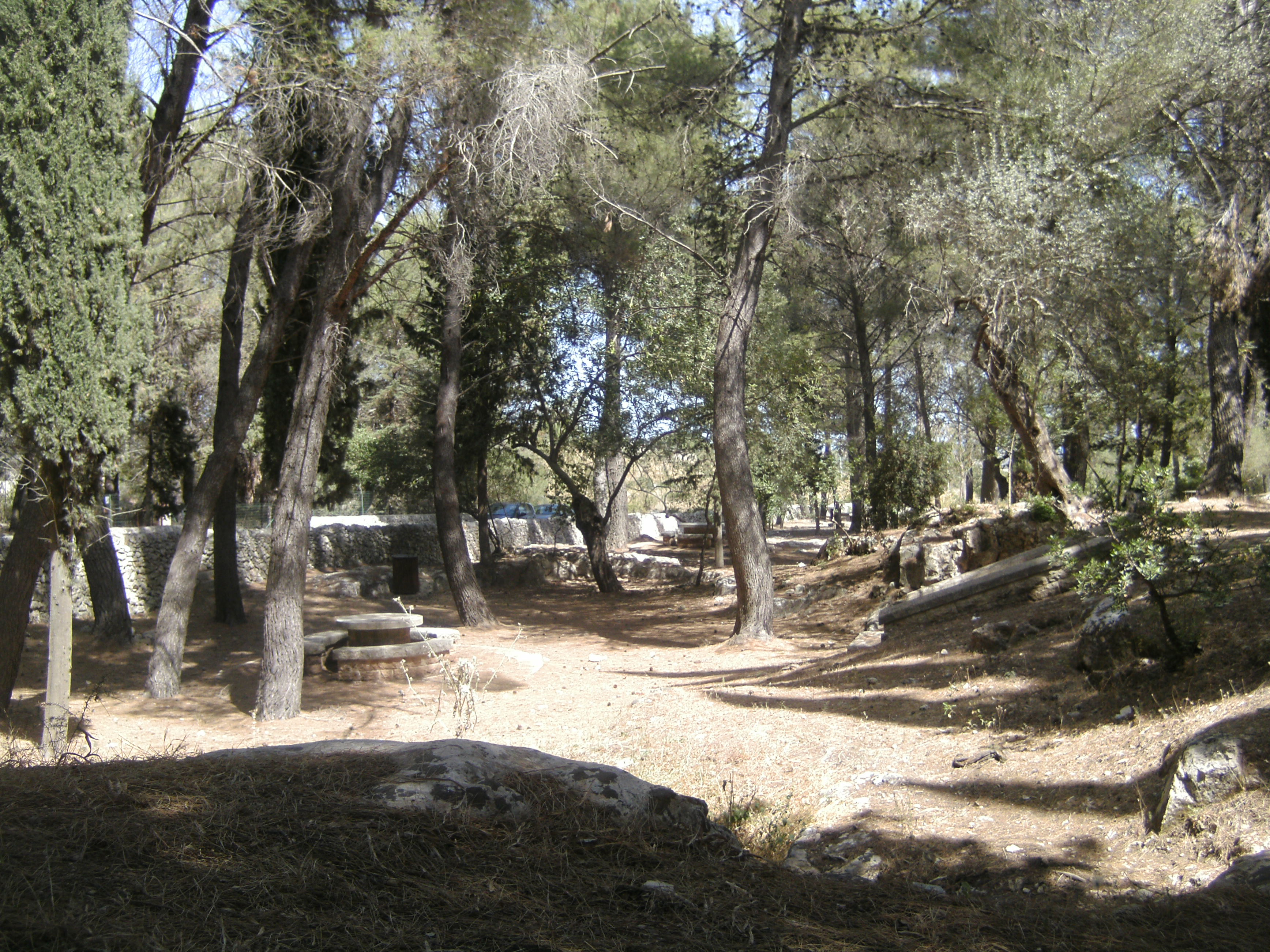
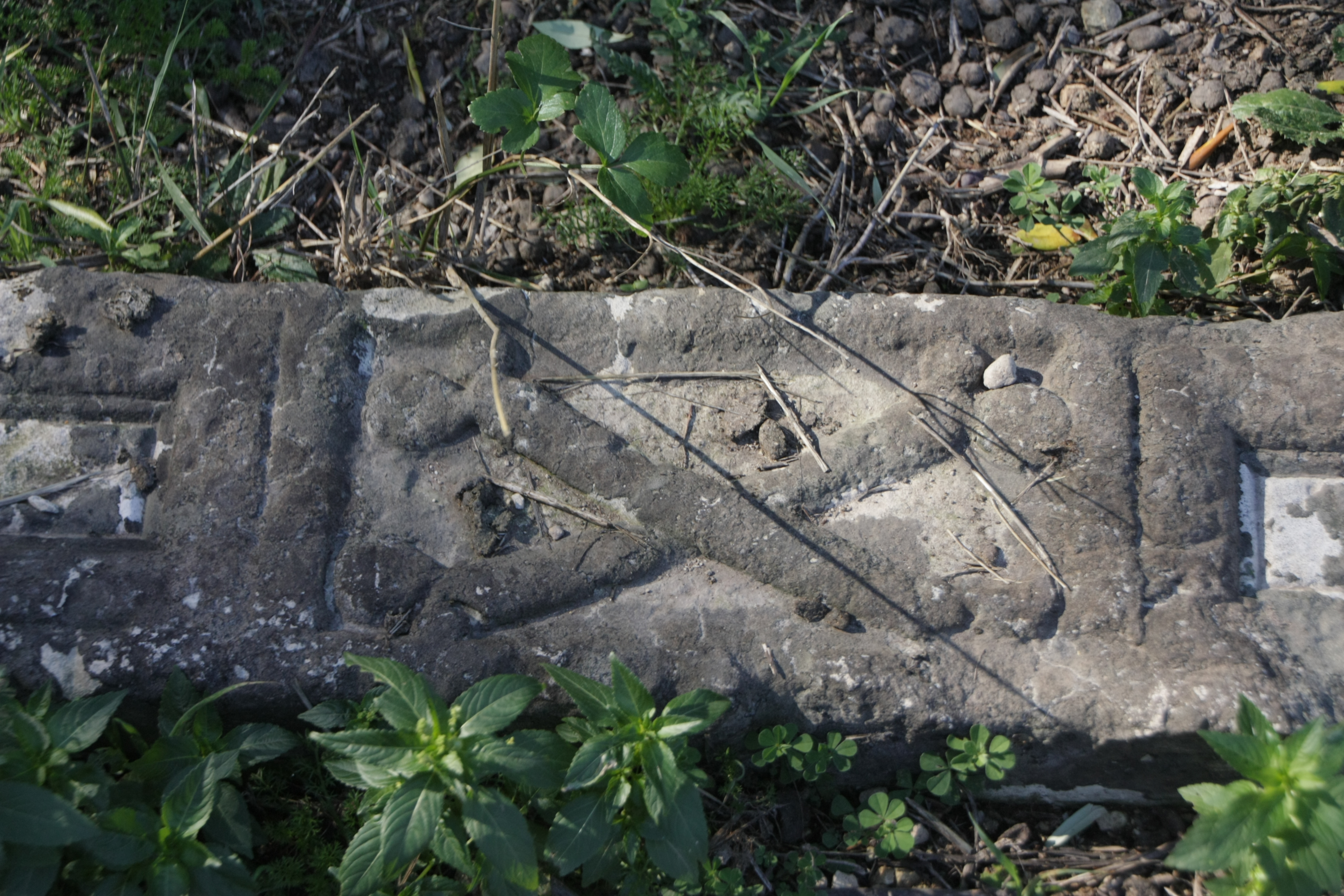
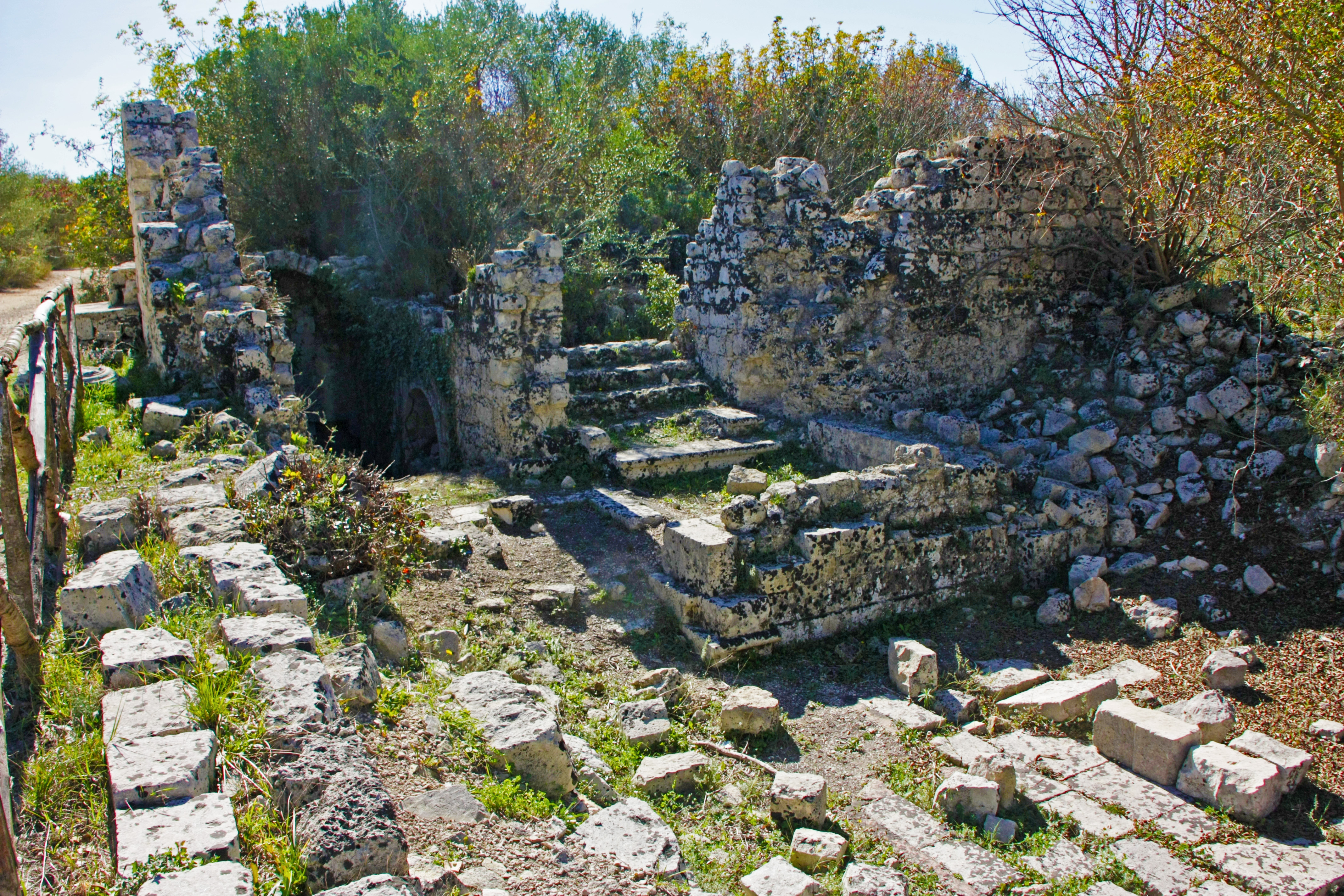
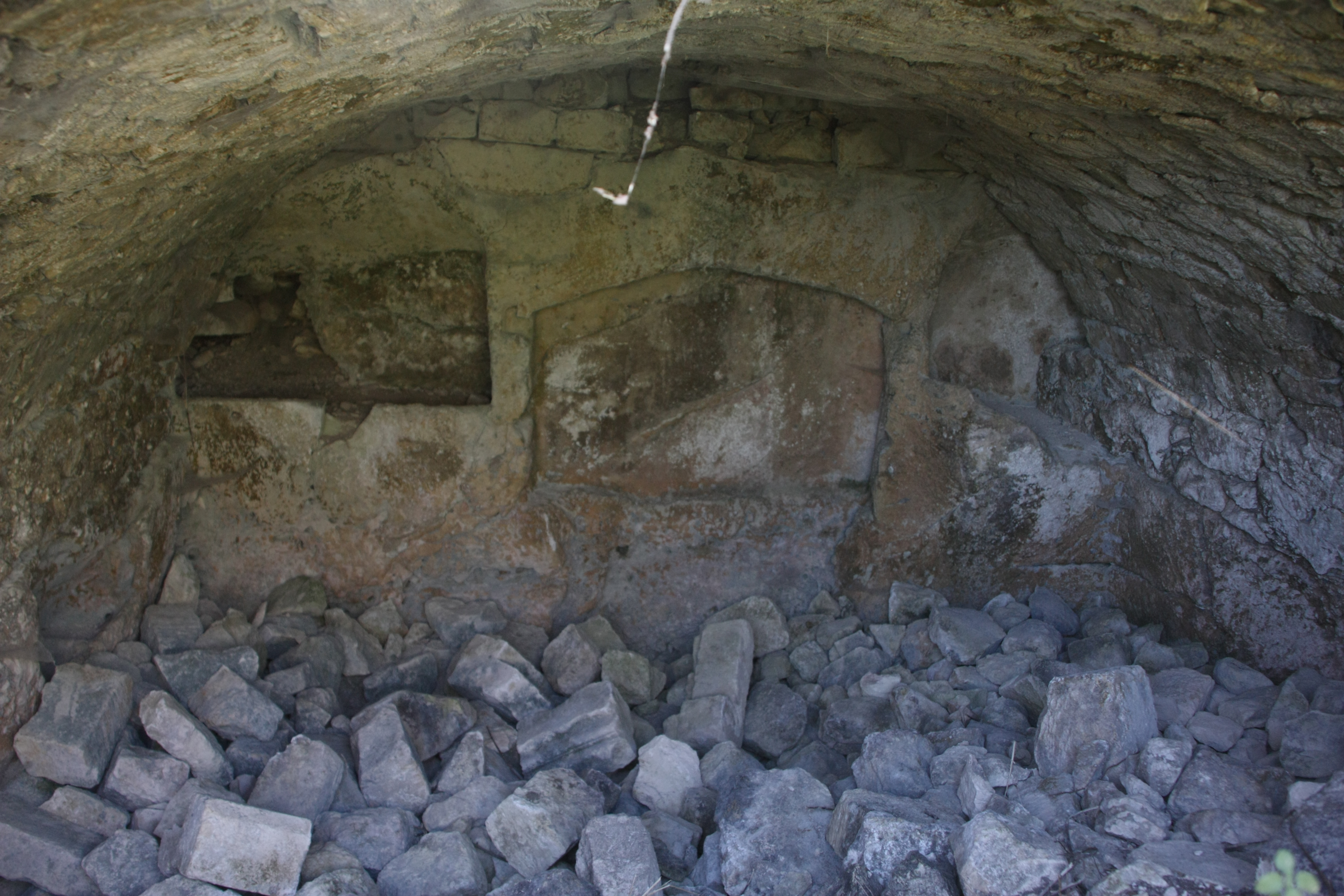
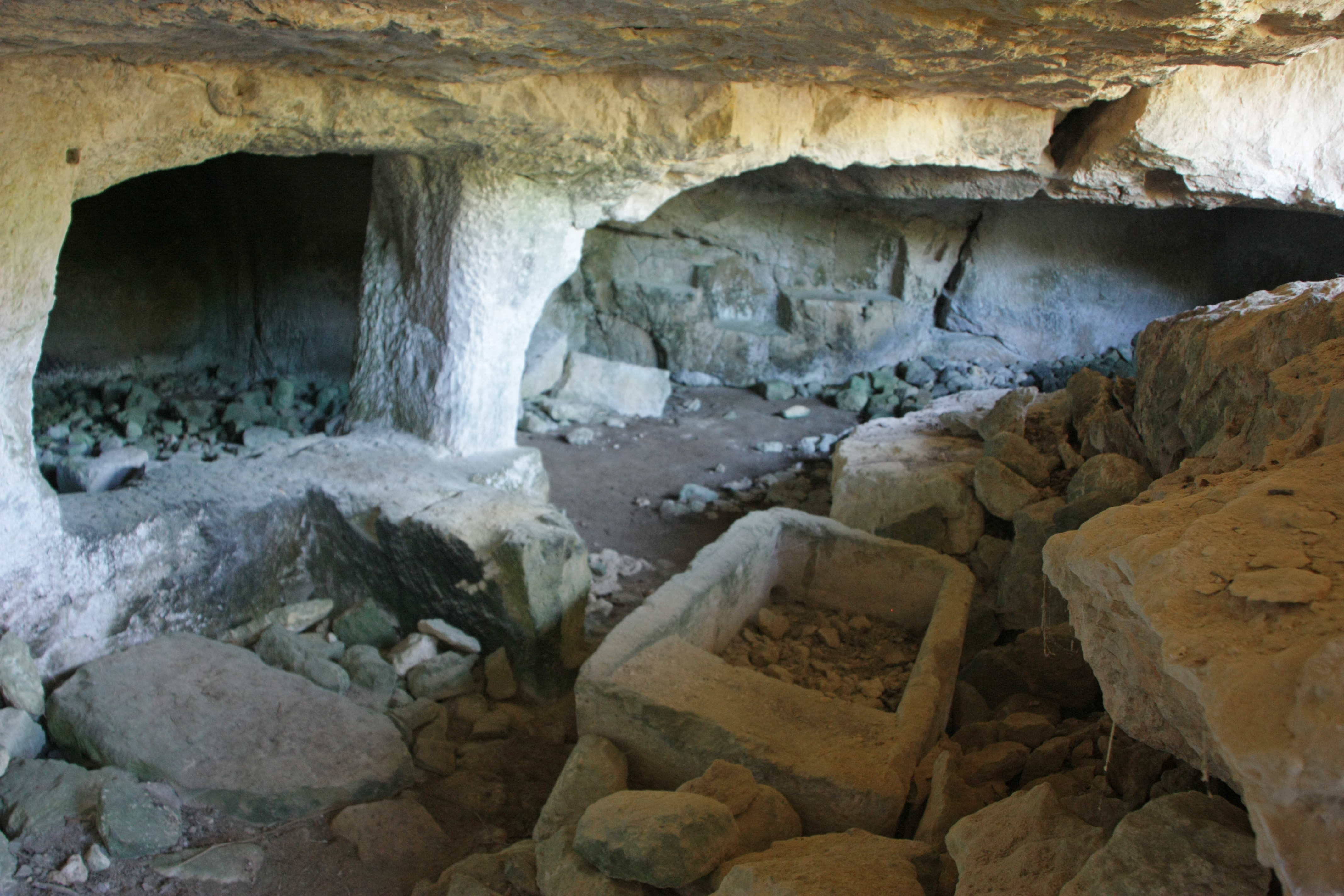
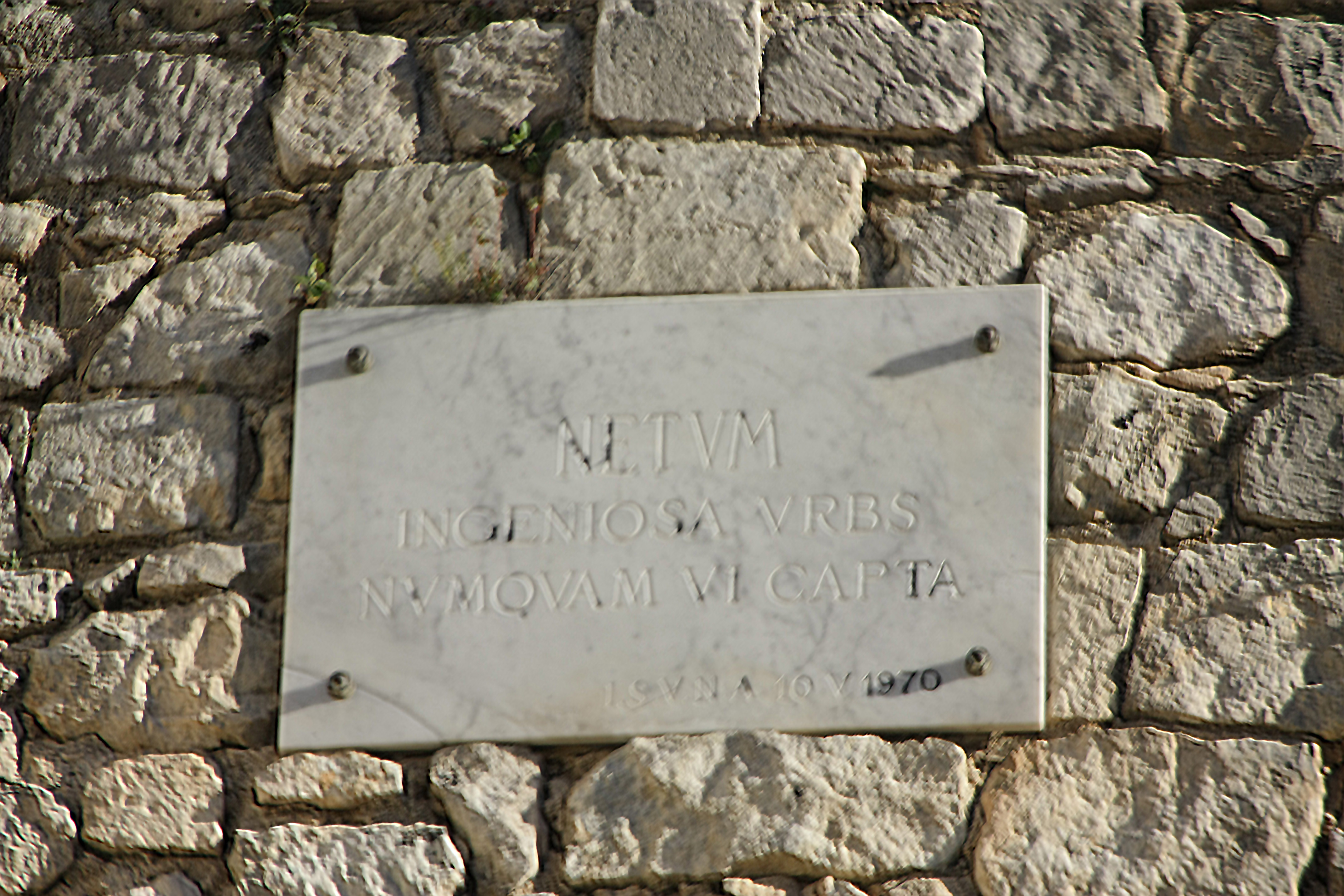
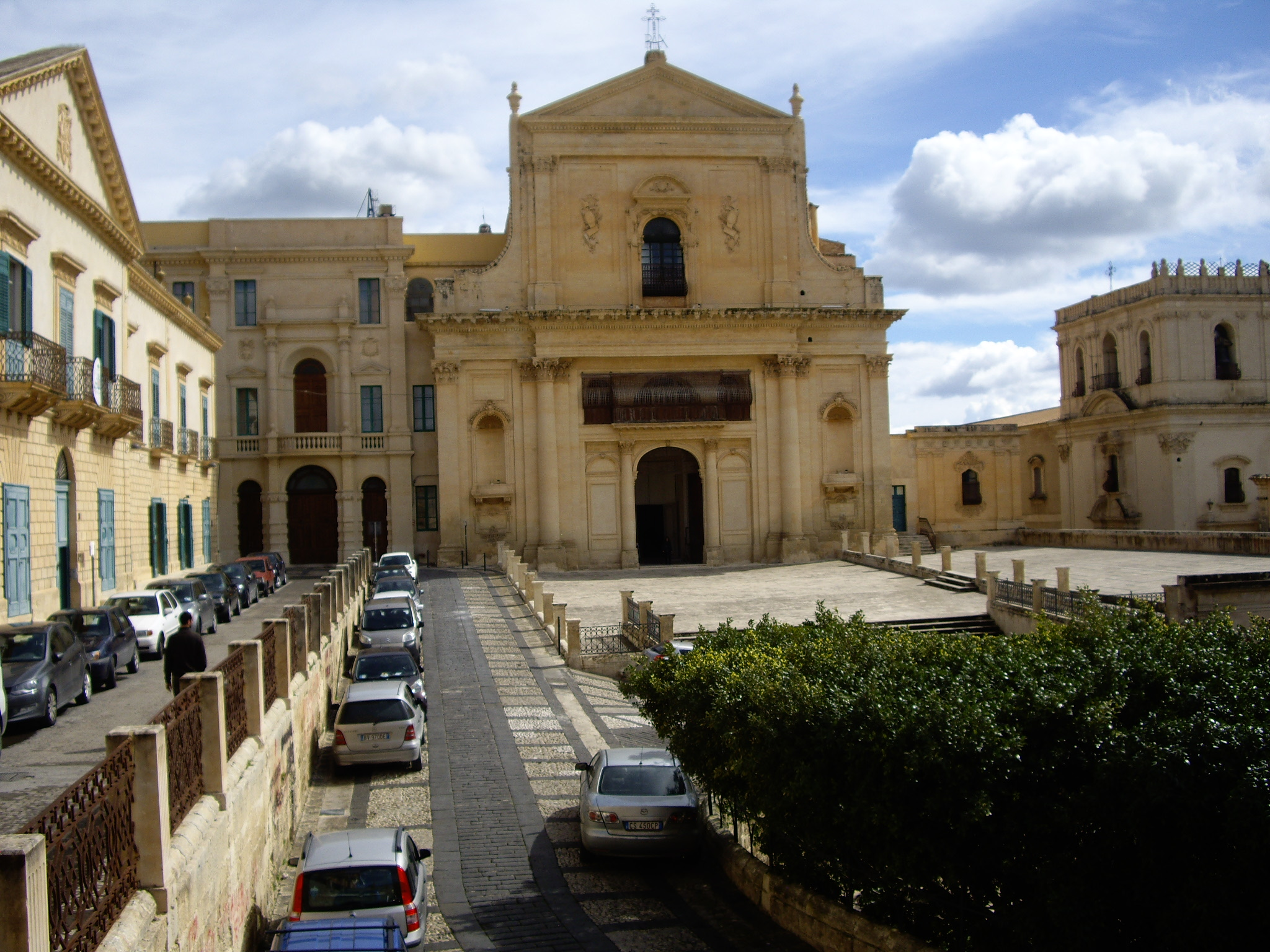

## Az újjáépült Noto

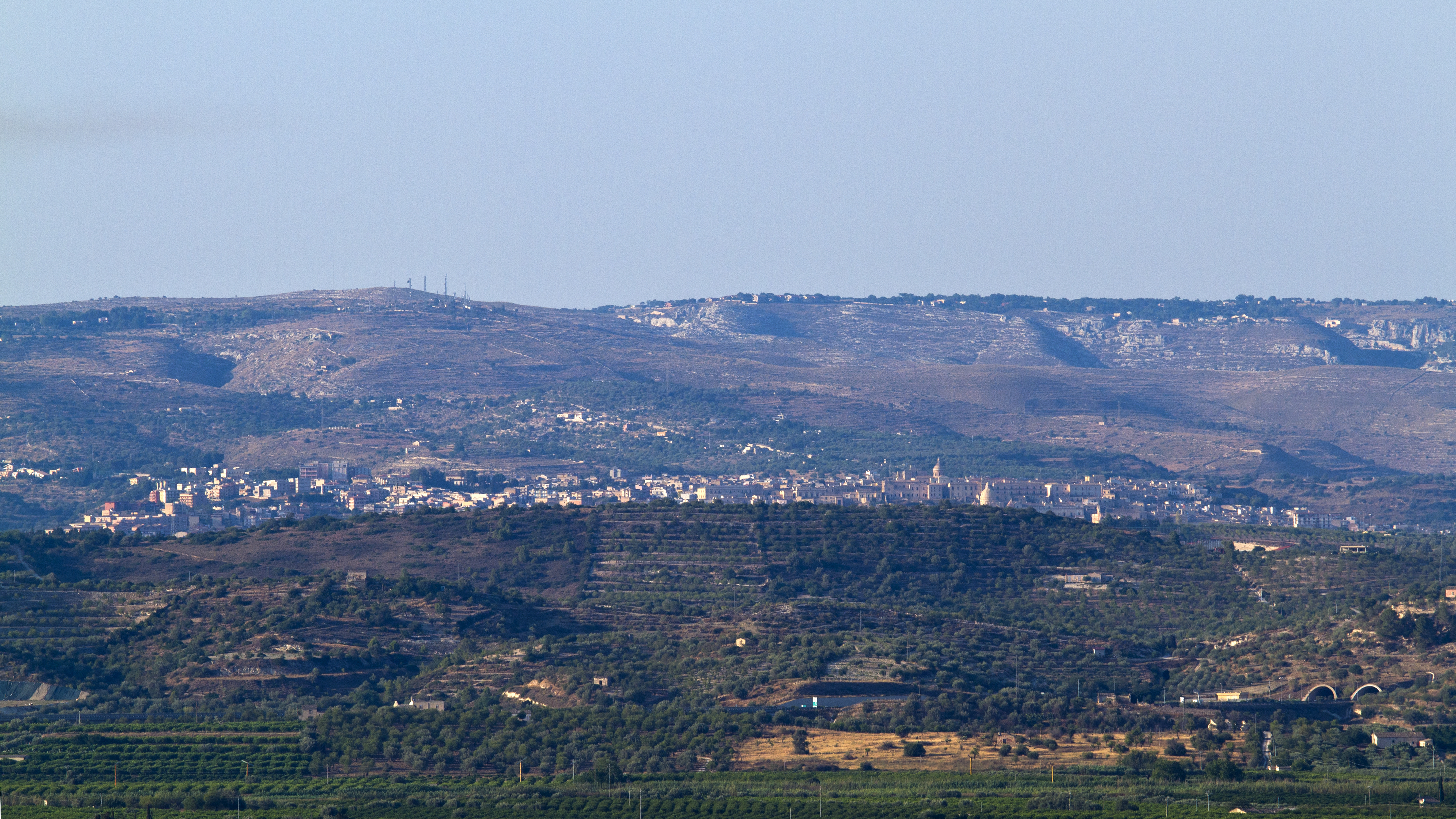
Noto a távolból
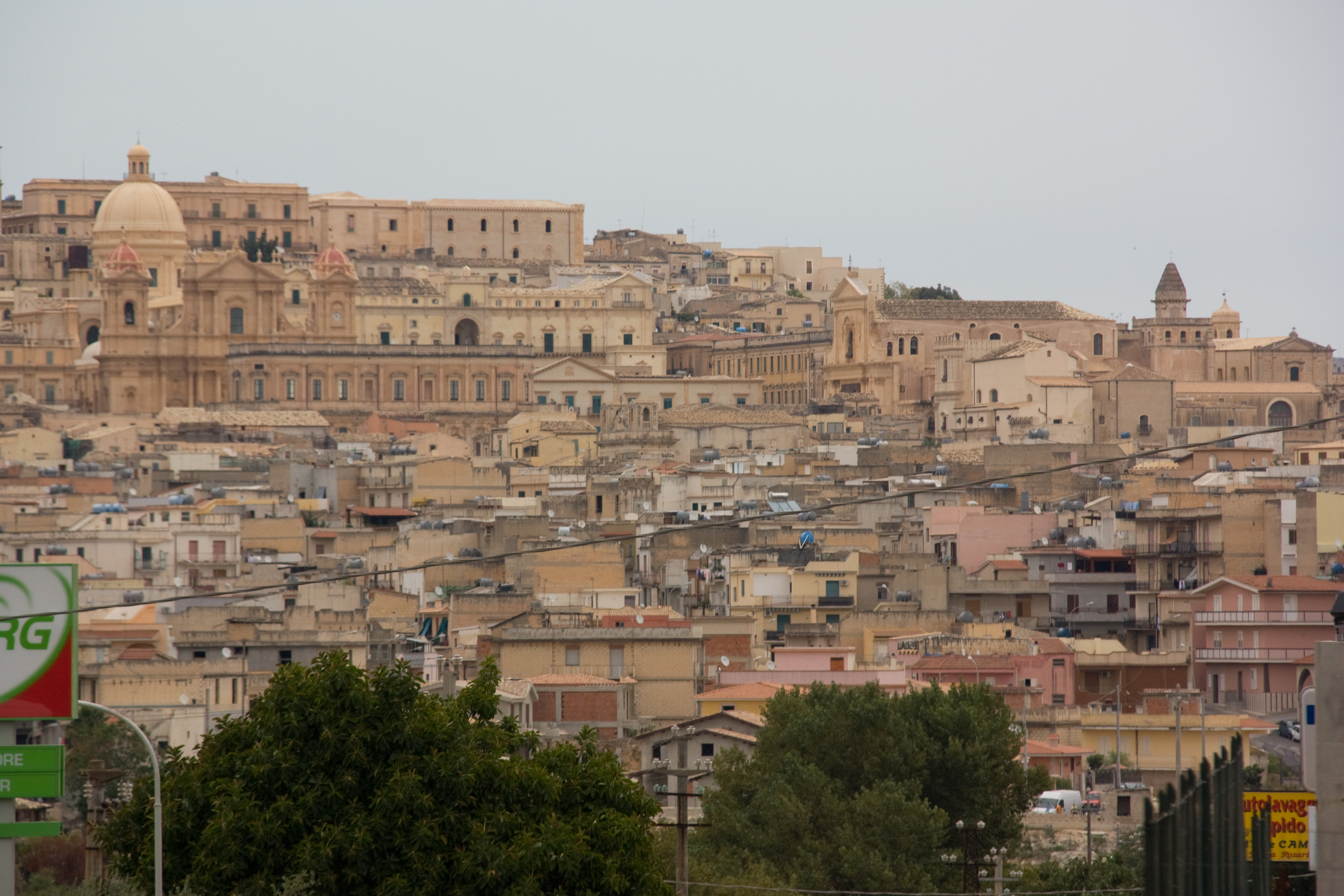
Városkép
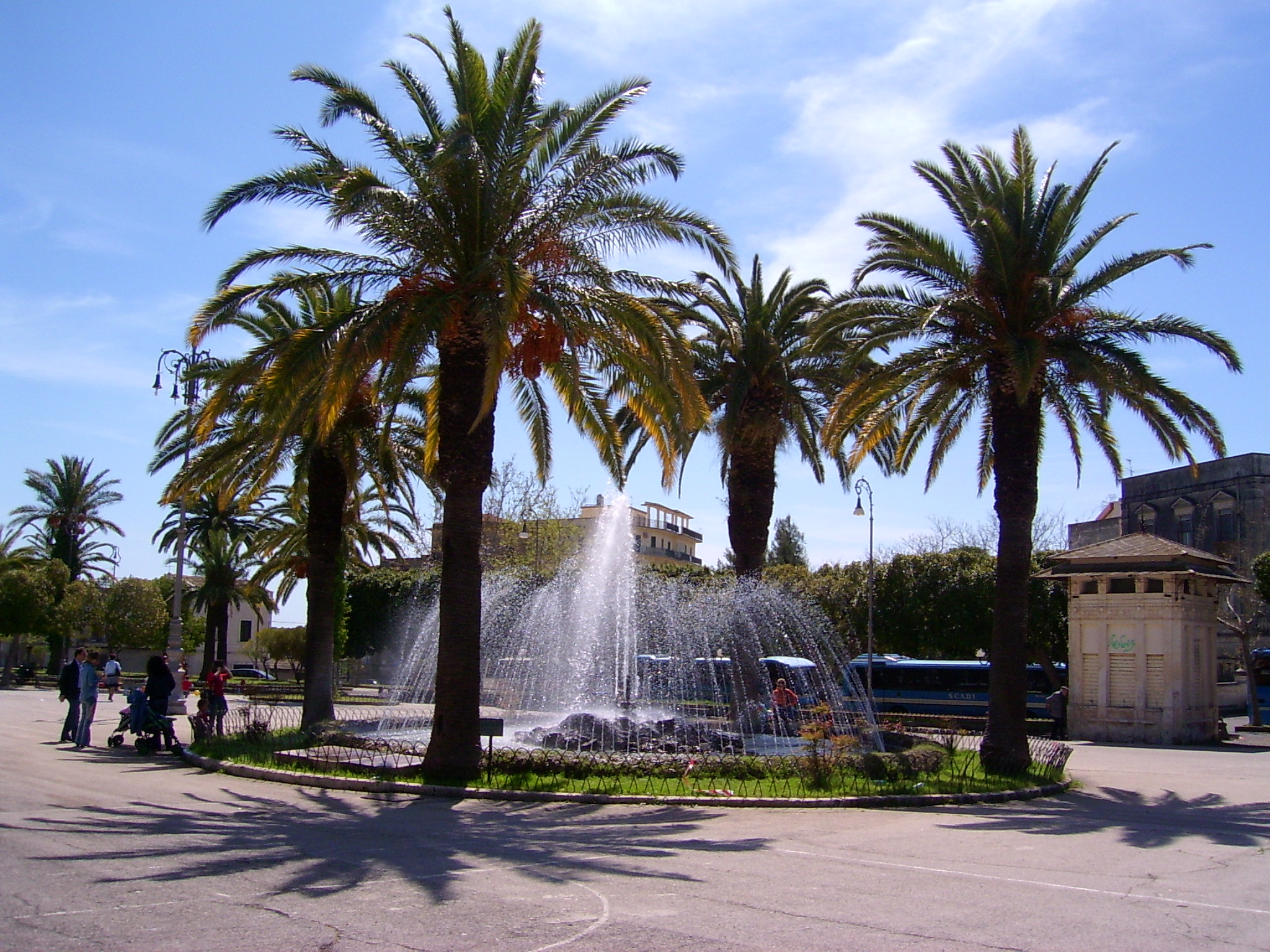
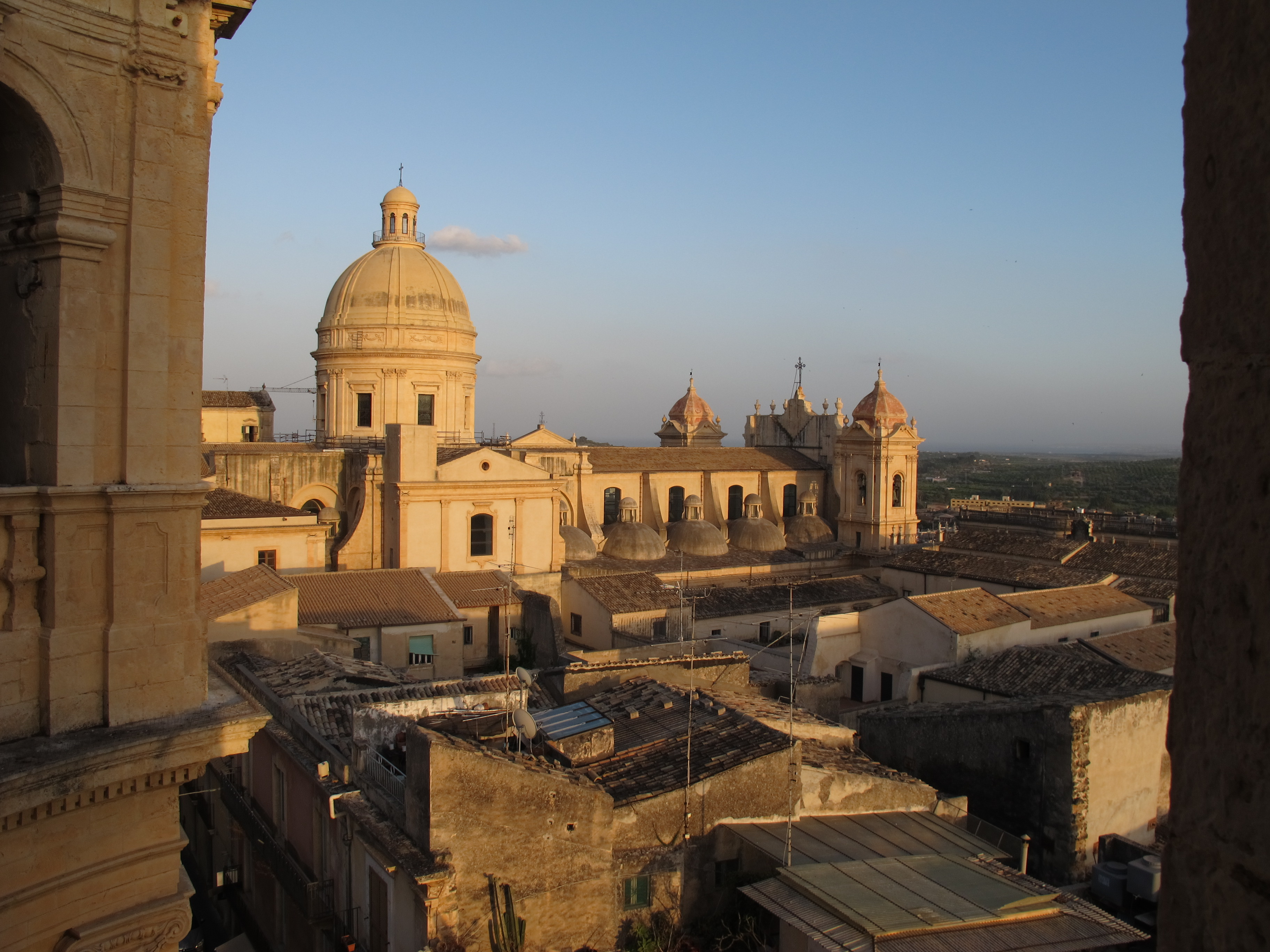
Székesegyház
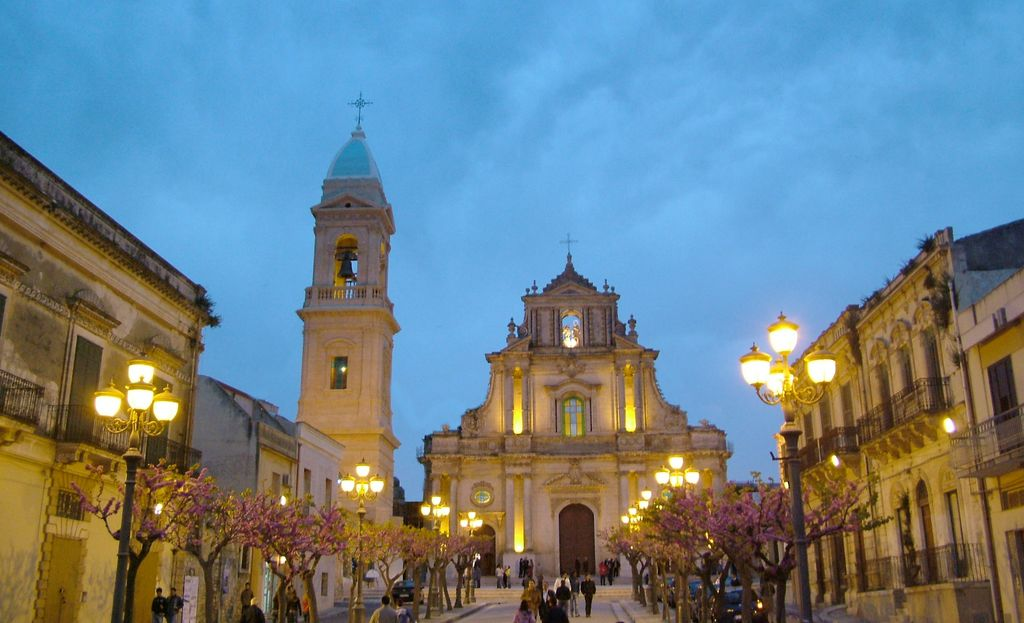
Szűz Mária-templom
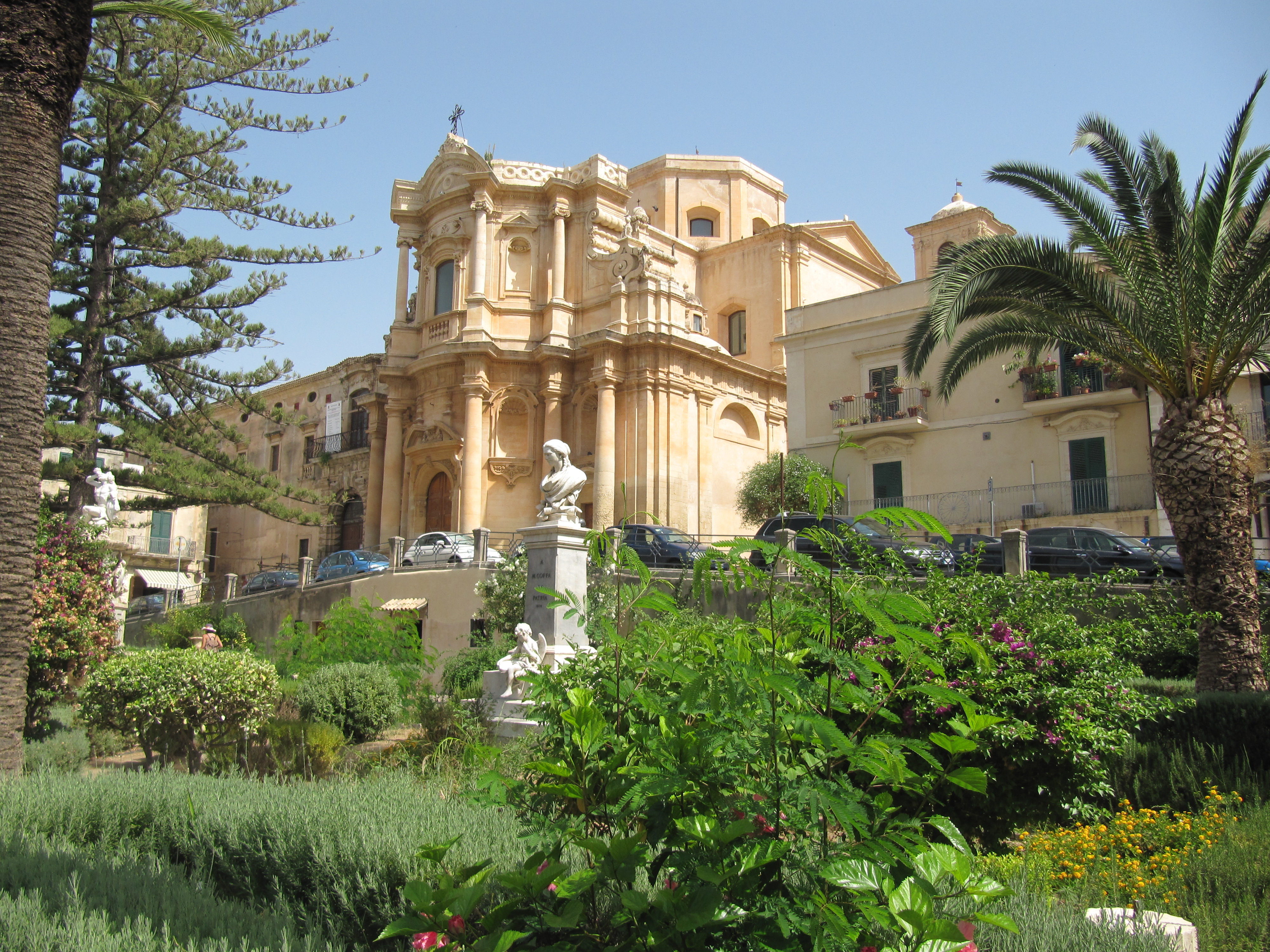
Szent Domonkos-templom
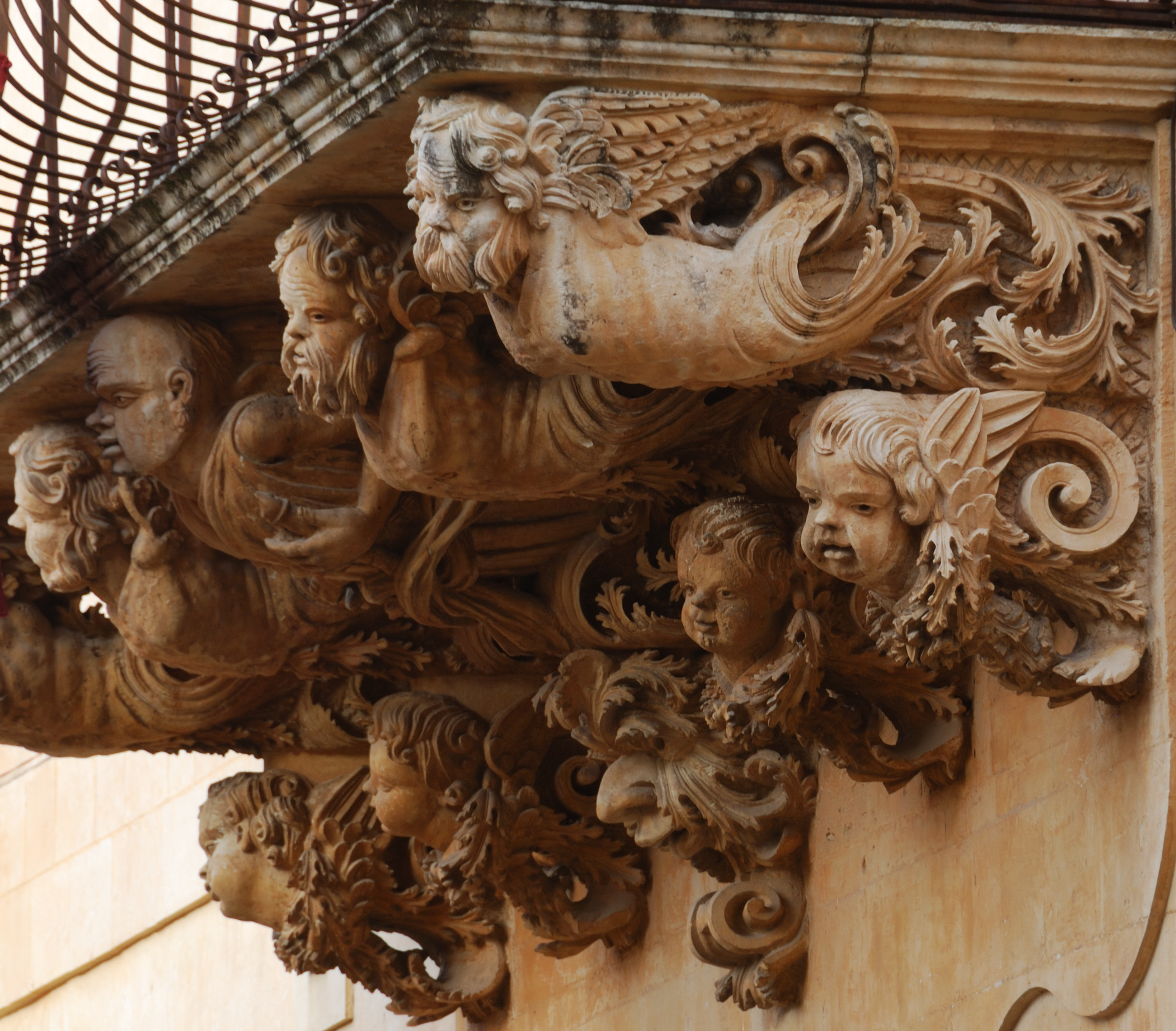
Hercegi erkély
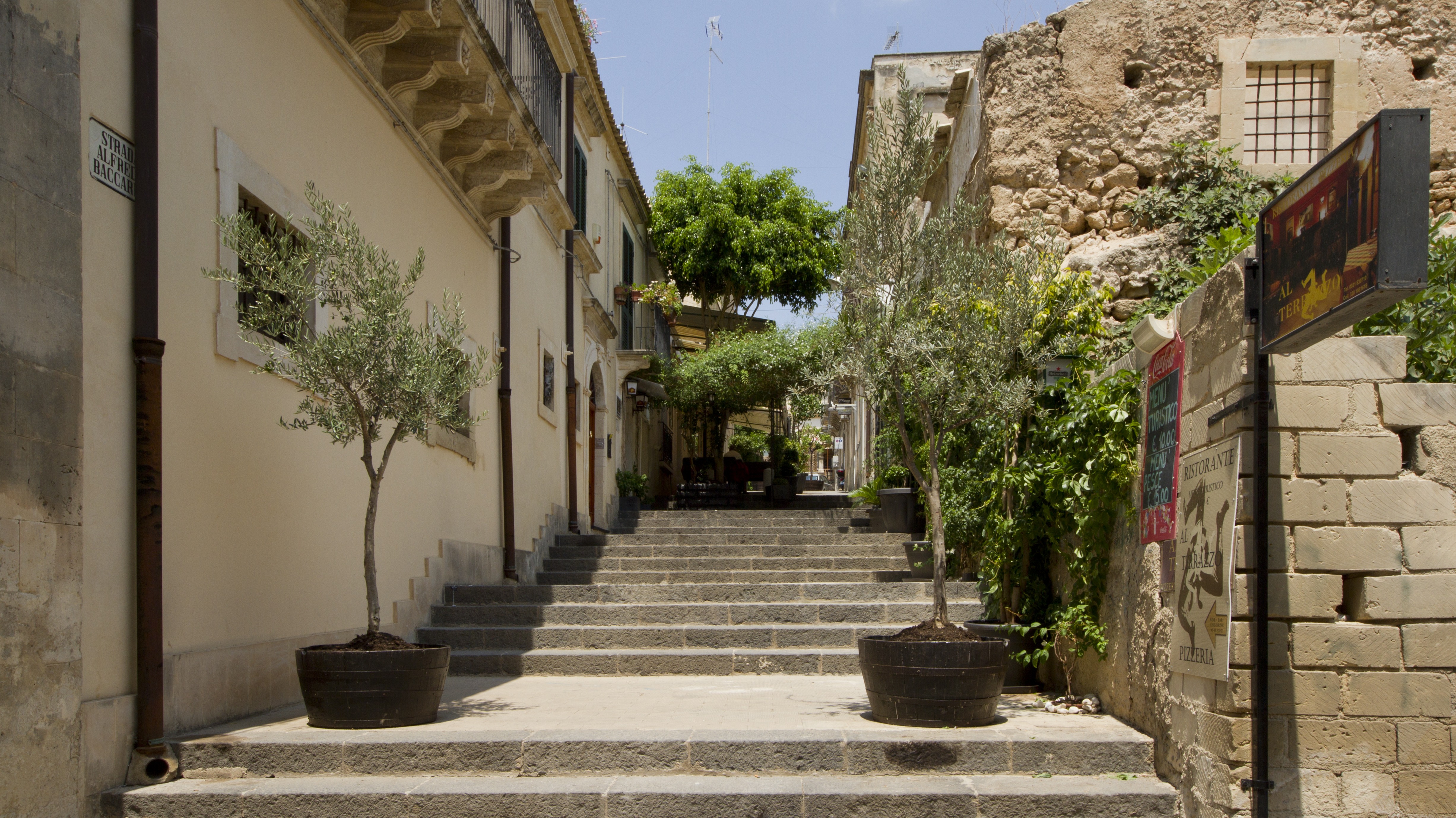
Strada Alfredi Bacardi

## Népesség
A település népességének változása:
| Lakosok száma | 23 913 | 24 028 | 24 264 |
|               | 2015   | 2018   | 2023   |